# Jean de Lannoy
Pour les articles homonymes, voir Lannoy (homonymie).
Pour les autres membres de la famille, voir Maison de Lannoy.
Jean III de Lannoy dit « le Bâtisseur », né en 1410 et mort en 1493, est un aristocrate de la Flandre-Occidentale qui a rempli plusieurs fonctions au service des ducs de Bourgogne.

## Biographie
Jean est le fils de Jean Ier de Lannoy (qui trouva la mort lors de la bataille d'Azincourt) et de Jeanne de Croÿ, dont le père, Jean Ier de Croÿ, mourut aussi à Azincourt.
Au début il est surtout actif en tant que militaire, il participe à plusieurs campagnes militaires, ainsi en 1430 (contre Liège), 1436 (contre les Anglais), 1440 (contre la Lorraine), 1447 (contre l'archevêque de Cologne).
Sur la fin de sa vie, il écrit à son fils que lorsqu'il était appelé à prendre la parole en session du conseil, il avait conscience de son manque flagrant d'éducation.
En 1448 il est nommé stadhouder de Hollande et de Zélande, ce qu'il resta jusqu'en 1463. En 1459 il devint aussi stadhouder de la Flandre wallonne, jusqu'en 1463. En 1451 il fut nommé chevalier de l'Ordre de la Toison d'or. En 1452-1453, il contribue à étouffer les révoltes du peuple gantois.
Il devient un allié du Dauphin, le futur Louis XI, pendant son exil dans les domaines bourguignons (1456–1461), et l'aide à revendiquer le trône en 1461. Ce rapprochement du nouveau roi de France le conduit à  perdre ses charges dans les Pays-Bas en 1462–1463.
En 1468, ses bonnes relations avec la cour de France lui valent d'entrer en conflit avec Charles le Téméraire. Il doit fuir, mais plus tard les deux hommes se réconcilièrent.
En 1477, il faisait partie de la cour de Maximilien d'Autriche.
En 1478, il négocie avec les villes de Tournai et de Cambrai, seigneuries épiscopales du Saint-Empire germanique alors sous la protection du royaume de France.
Il a effectué diverses missions diplomatiques pour Maximilien d'Autriche, notamment en France en 1482, ce qui permit finalement la signature du traité d'Arras (1482).
Il décède le 18 mars 1493.

## Famille
Jean était le fils de Jean Ier de Lannoy et de Jeanne de Croy, fille de Jean Ier de Croÿ (mort en 1415) et de Marie de Craon.
Il épousa en premières noces Jeanne de Brimeu (morte le 25 juin 1459), fille unique de Louis Tyrel, seigneur de Brimeux. Ils eurent deux filles, dont l'une mourut jeune. La seconde, Jeanne, épousa Philippe de Horn, seigneur de Gaasbeek (mort en 1489).
À partir de 1460, Jean épousa en secondes noces Jeanne de Ligne (morte le 15 mars 1494), fille de Michel de Ligne et de Bonne d'Abbeville. De ce mariage naquirent huit enfants, dont :
- Louis (né le 19 septembre 1464, mort jeune).
- Bonne épousa son cousin Philippe de Lannoy, seigneur de Santes (mort en 1535).
- Marie épousa Jean de Beaufort.
- Jacqueline, mariée à Jean II de Hénin-Liétard (décédé avant 1514).